# Юкрейн Юнайтед (Торонто)
«Юкрейн Юнайтед» (Торонто) (англ. FC Ukraine United) — напівпрофесійний канадський футбольний клуб з міста Торонто, заснований 2006 року. Від заснування впродовж 10 років перебував в аматорському статусі. Велика частина команди складається з українських футболістів.
Клуб представлений у Канадській футбольній лізі (англ. Canadian Soccer League, CSL). Свої домашні матчі команда грає на стадіоні католицької школи св. Жанни д'Арк (англ. St. Joan of Arc Catholic High School) у Мейпл (частина міста Вон на північний захід від Торонто). Стадіон вміщує 1000 глядачів; покриття — штучний дерен.
Кольорами команди є синій і жовтий, аналогічні кольорам прапору України та збірної України з футболу.

## Історія

### Створення клубу
Клуб заснований у жовтні 2006 року. В керівництві команди фігурує багато українських прізвищ. Ідея створити футбольний клуб прийшла групі українських ентузіастів, які багато років проживають на теренах Канади:
Цієї ж осені команда дебютувала у футзальній лізі міста Торонто «Соккер Сіті» (англ. Soccer City), посівши переможні сходинки у Першому дивізіоні та місцевій Лізі чемпіонів.

### Футбольна ліга Онтаріо
Навесні 2007 року «Юкрейн Юнайтед» стартувала у Футбольній лізі Онтаріо (англ. Ontario Soccer League, OSL) у найнижчому дивізіоні «Multi Jurisdictional District West». У дебютному сезоні команда посіла третє місце в дивізіоні та виграла кубок Ліги «Кубок Джорджа Фінні» (англ. George Finnie Cup).
2008 року клуб виборює чемпіонський титул у дивізіоні «MJ District West» та просувається до вищого дивізіону «Central Region Central», в якому грає три сезони. 2011 року «Юкрейн Юнайтед» завойовує четверте місце в дивізіоні, але цього виявляється досить, щоб потрапити до новоствореного в результаті реорганізації Ліги дивізіону «Central Premier».

### Канадська футбольна ліга
24 січня 2016 року на засіданні клубів-членів Канадська футбольна ліга рекомендувала прийняти ФК «Юкрейн Юнайтед» до своїх лав — команда вийшла на професійний рівень:
5 червня 2016 року клуб дебютував у Першому дивізіоні домашньою грою зі «Скарборо», в якій поступився з рахунком 0:2 (0:0).

## Виступи за роками
| Рік  | Дивізіон                           | Ліга | Регулярний сезон | Плей-офф |
| ---- | ---------------------------------- | ---- | ---------------- | -------- |
| 2007 | Multi Jurisdictional Division West | ОФЛ  | 3                |          |
| 2008 | Multi Jurisdictional Division West | ОФЛ  | 1 (чемпіон)      |          |
| 2009 | Central Regional Division          | ОФЛ  | 11               |          |
| 2010 | Central Regional Division          | ОФЛ  | 4                |          |
| 2011 | Central Regional Division          | ОФЛ  | 4                |          |
| 2012 | Premier Central Division           | ОФЛ  | 8                |          |
| 2013 | Premier Central Division           | ОФЛ  | 8                |          |
| 2014 | Premier Central Division           | ОФЛ  | 3                |          |
| 2015 | Premier Central Division           | ОФЛ  | 2                |          |
| 2016 | Перший дивізіон                    | КФЛ  | 2                | Півфінал |
| 2017 | Другий дивізіон                    | КФЛ  | 1                | Чемпіон  |
| 2018 | Перший дивізіон                    | КФЛ  | 1                | Півфінал |
| 2019 | Перший дивізіон                    | КФЛ  | 3                | Фінал    |

#### Українське дербі
З появою «Юкрейн Юнайтед» у Канадській футбольній лізі з'явилася можливість спостерігати за «українським» протистоянням з командою «Торонто Атомік», яка також складається з великої кількості українських футболістів. Перше таке дербі для «Юкрейн Юнайтед» відбулося 19 червня 2016 року домашньою грою та завершилося результативною нічиєю з рахунком 2:2 (1:1).

## Склад команди
Станом на 11 серпня  2019 
| №  | Поз. | Нац.    | Гравець            |
| -- | ---- | ------- | ------------------ |
| 1  | ВР   | Україна | Олександр Поправка |
| 2  | ЗХ   | Україна | Іван Кучеренко     |
| 3  | ЗХ   | Україна | Богдан Скотський   |
| 4  | ЗХ   | Україна | Михайло Гурка      |
| 6  | ПЗ   |         | Амір Госич         |
| 10 | НП   | Україна | Ігор Козовик       |
| 11 | ПЗ   | Україна | Андрій Савченко    |
| 12 | ПЗ   | Україна | Роман Кухарський   |
| 13 | НП   | Україна | Назар Міліщук      |
| 16 | ПЗ   | Україна | Тарас Гром'як      |
| 17 | ЗХ   | Україна | Максим Роговський  |
| 18 | ВР   | Україна | Ігор Вітів         |
| 19 | ЗХ   | Україна | Василь Чорний      |
| 22 | НП   | Україна | Ігор Шишка         |
| 23 | ПЗ   | Україна | Володимр Романів   |
| 26 | НП   | Канада  | Артур Шарапов      |
| 33 | ПЗ   | Україна | Юрій Соколовський  |

| №  | Поз. | Нац.    | Гравець              |
| -- | ---- | ------- | -------------------- |
| 44 | ВР   | Україна | Андрій Бандрівський  |
| 77 | НП   | Україна | Ігор Сороцький       |
| 88 | НП   | Україна | Павло Лук'янець      |
| -  | НП   | Канада  | Молгам Бабулі        |
| -  | ПЗ   | Україна | Святослав Дзядикевич |
| -  | НП   | Україна | Євген Фальковський   |
| -  | НП   | Україна | Вадим Гетьман        |
| -  | ПЗ   | Україна | Євген Іщак           |
| -  | НП   | Канада  | Максим Коваль        |
| -  | ПЗ   | Україна | Тарас Кривий         |
| -  | НП   | Україна | Дмитро Михальчук     |
| -  | НП   | Канада  | Безіл Рашраш         |
| -  | ЗХ   | Канада  | Аарон Рівз           |
| -  | ЗХ   | Україна | Сергій Савченко      |
| -  | ЗХ   | Україна | Андрій Сухецький     |
| -  | ПЗ   | Канада  | Девід Веластаґі      |
| -  | ВР   | Україна | Артур Заславський    |
| -  | ПЗ   | Україна | Кирило Антоненко     |

## Тренери
- 2012 — …: Малишенков Андрій Юрійович[en] (колишній радянський та російський футболіст)[1]

## Відомі гравці
- Михайло Гурка
- Олег Керчу
- Костянтин Деревльов
- Олег Шутов
- Любомир Гальчук